# Hundert Jahre Einsamkeit (Fernsehserie)
Hundert Jahre Einsamkeit (Originaltitel: Cien años de soledad) ist eine kolumbianische Fernsehserie, basierend auf dem 1967 erschienenen gleichnamigen Roman von Gabriel García Márquez (1927–2014). Ihre Uraufführung feierte die Serie am 6. Dezember 2024 im Rahmen der 45. Ausgabe des Internationalen Festival des Neuen Lateinamerikanischen Films in Havanna. Die 16-teilige Serie erscheint in zwei Teilen mit jeweils 8 Episoden. Teil 1 wurde am 11. Dezember 2024 weltweit auf Netflix veröffentlicht. Ein Termin für Teil 2 ist noch nicht bekannt.

## Handlung
Die Serie erzählt die Geschichte der Familie Buendía über mehrere Generationen hinweg, die in dem fiktiven Dorf Macondo lebt. Die Handlung erstreckt sich über einen Zeitraum von einhundert Jahren und ist geprägt von den politischen, sozialen und wirtschaftlichen Umbrüchen der damaligen Zeit.

## Besetzung und Synchronisation
Die deutschsprachige Synchronisation entstand nach den Dialogbüchern sowie unter der Dialogregie von Martin Halm durch die Synchronfirma VSI Synchron in Berlin.
| Rolle                                     | Schauspieler                 | Synchronsprecher     |
| ----------------------------------------- | ---------------------------- | -------------------- |
| Aureliano Babilonia                       | Jesús Reyes                  | Marcus Off           |
| Colonel Aureliano Buendía                 | Claudio Cataño               | Jan Makino           |
| Colonel Aureliano Buendía (jugendlich)    | Santiago Vásquez             | Finn Posthumus       |
| Colonel Aureliano Buendía (Kind)          | Jerónimo Barón               | Julius Ole Ernst     |
| José Arcadio Buendía                      | Diego Vásquez                | Thomas Nero Wolff    |
| José Arcadio Buendía (junger Erwachsener) | Marco González               | Nico Mamone          |
| Úrsula Iguarán                            | Marleyda Soto                | Monica Bielenstein   |
| Úrsula Iguarán (junge Erwachsene)         | Susana Morales               | Gabrielle Pietermann |
| José Arcadio (junger Erwachsener)         | Édgar Vittorino              | Nick Forsberg        |
| José Arcadio (jugendlich)                 | Andrius Leonardo Soto        | Oscar Räuker         |
| Arcadio Buendía (junger Erwachsener)      | Janer Villarreal             | Tim Schwarzmaier     |
| Arcadio Buendía (Kind)                    | Juan Eduardo Florido         | Anton Hoffmann       |
| Amaranta Buendía (junge Erwachsene)       | Loren Sofía Paz              | Magdalena Höfner     |
| Amaranta Buendía (Kind)                   | Luna Ruíz Jiménez            | Julia Fehr           |
| Rebeca Buendía (junge Erwachsene)         | Laura Grueso                 | Alice Bauer          |
| Rebeca Buendía (Kind)                     | Nicole Montenegro Sánchez    | Sofia Fehr           |
| Pilar Ternera                             | Viña Machado                 | Carolina Vera        |
| Melquíades                                | Moreno Borja                 | Oliver Stritzel      |
| Magnífico Visbal (junger Erwachsener)     | Braian V. Aburaad            | Florian Clyde        |
| Gerineldo Márquez (junger Erwachsener)    | Edwin Zamorano Prado         | Tino Mewes           |
| José Raquel Moncada                       | Salvador del Solar           | Frank Schaff         |
| Roque Carnicero                           | Quique Mendoza               | Johannes Berenz      |
| Gregorio Stevenson                        | Manuel Sarmiento             | Tommy Morgenstern    |
| Pietro Crespi                             | Ruggero Pasquarelli          | David Brizzi         |
| Nicanor Reyna                             | Álvaro García                | Bernhard Völger      |
| Apolinar Moscote                          | Jairo Camargo                | Frank Röth           |
| Leonor Moscote                            | Jacqueline Arenal            | Katrin Zimmermann    |
| Remedios Moscote                          | Cristal Aparicio             | Emily Hinze          |
| Alirio Noguera                            | Rafael Zea                   | Florian Halm         |
| Prudencio Aguilar                         | Helber Sepúlveda Escobar     | Martin Halm          |
| Rojas                                     | Andrés Hernándo Pérez Mejía  | Paul-Lino Krenz      |
| González                                  | Jehan Carlos López Uzma      | Jonas Schmidt-Foß    |
| Aníbal                                    | Víctor José Navarro Jiménez  | Sven Fechner         |
| Catarino                                  | Fernando Bocanegra           | Christoph Banken     |
| Matilde                                   | Laura Alonso                 | Dorette Hugo         |
| Visitación                                | Dairis Van Grieken           | Daniela Molina       |
| Capitán Gómez                             | Alberto Cardeño              | Andreas Müller       |
| Sohn von Gerineldo Márquez                | Rubén Alberto Prado Restrepo | Valentin Stilu       |
| Sohn von Magnífico Visbal                 | Rashed Estefenn              | Konrad Bösherz       |

## Episodenliste

### Teil 1
| Nr. (ges.)                                                               | Nr. (St.) | Deutscher Titel                   | Originaltitel                   |
| ------------------------------------------------------------------------ | --------- | --------------------------------- | ------------------------------- |
| 1                                                                        | 1         | Macondo                           | Macondo                         |
| 2                                                                        | 2         | Es ist wie ein Erdbeben           | Es como un temblor de tierra    |
| 3                                                                        | 3         | Eine Daguerreotypie von Gott      | Un daguerrotipo de Dios         |
| 4                                                                        | 4         | Der Kastanienbaum                 | El castaño                      |
| 5                                                                        | 5         | Remedios Moscote                  | Remedios Moscote                |
| 6                                                                        | 6         | Oberst Aureliano Buendía          | El coronel Aureliano Buendía    |
| 7                                                                        | 7         | Arcadio und das liberale Paradies | Arcadio y el paraíso liberal    |
| 8                                                                        | 8         | So viele Blüten fielen vom Himmel | Tantas flores cayeron del cielo |
| Die Episoden 1–8 wurden am 11. Dezember 2024 auf Netflix veröffentlicht. |           |                                   |                                 |

### Teil 2
| Nr. (ges.)                                                                               | Nr. (St.) | Deutscher Titel | Originaltitel |
| ---------------------------------------------------------------------------------------- | --------- | --------------- | ------------- |
| 9                                                                                        | 1         | —               | —             |
| 10                                                                                       | 2         | —               | —             |
| 11                                                                                       | 3         | —               | —             |
| 12                                                                                       | 4         | —               | —             |
| 13                                                                                       | 5         | —               | —             |
| 14                                                                                       | 6         | —               | —             |
| 15                                                                                       | 7         | —               | —             |
| 16                                                                                       | 8         | —               | —             |
| Die Episoden 9–16 werden zu einem noch unbekannten Zeitpunkt auf Netflix veröffentlicht. |           |                 |               |